# إدوين بلاك
إدوين بلاك (بالإنجليزية: Edwin Black)‏ هو مؤرخ وكاتب وصحفي أمريكي، ولد في 27 فبراير 1950 في شيكاغو في الولايات المتحدة.

## وصلات خارجية
- الموقع الرسمي